# Lo viso
Viso (Lo viso in originale) è una fiaba napoletana scritta da Giambattista Basile, inclusa ne Lo cunto de li cunti e pubblicata nel 1634, mentre nel 1924 fu pubblicata in italiano da Benedetto Croce.

## Trama
Il re di Fossostretto chiama degli astrologi a leggere il destino della figlia Renza. Loro rivelano che la bambina correrà un pericolo mortale a causa di un osso. Il re fa chiudere Renza in una torre e ordina che tutto il cibo servito alla figlia non abbia ossi. Renza cresce nella torre e un giorno passa di lì Cecio, principe di Vignalarga. I due giovani si piacciono subito e Cecio promette che se Renza vorrà andarsene dalla torre lui la farà regina. Renza gli dice di tornare il giorno dopo, mentre lei cercherà una soluzione per uscire. Poco dopo nella sua stanza entra un cane che sta rosicchiando un osso. Renza glielo prende e lo usa tutta la notte per togliere una pietra dal muro, così che all'alba può scendere dalla torre e scappare con Cecio.
Renza e Cecio arrivano in un posto chiamato Viso e restano lì a godersi il loro amore per qualche tempo. Un giorno arriva una lettera che chiede a Cecio di affrettarsi a casa, perché sua madre sta morendo. Cecio parte e promette a Renza che la manderà a prendere, ma lei lo segue a cavallo e lungo la strada scambia gli abiti con un eremita. Cecio scambia Renza per un giovane monaco e fanno il viaggio per Vignalarga insieme.
Arrivati al palazzo scoprono che la regina sta benissimo e aveva richiamato Cecio in quel modo solo per essere sicura che sarebbe tornato, dato che gli ha combinato un matrimonio. Renza, sempre nelle vesti di monaco, viene trattata come un'ospite di riguardo. Le nozze vengono celebrate subito e Cecio chiede che il monaco accompagni lui e la sposa nella camera nuziale, dove gli arrangiano un lettino a parte. Renza canta una canzone per gli sposi, poi appena Cecio bacia la sposa Renza muore per la pena. Cecio chiede di nuovo la canzone ma il monaco non risponde. Cecio va a controllare e riconosce Renza dal neo sul petto. Rendendosi conto dell'accaduto Cecio si uccide con un chiodo. La sposa manda a chiamare la regina, che prepara una lapide con la storia dei due sfortunati. Arriva per il funerale anche il re di Fossostretto, che aveva seguito le tracce della figlia.